# Maximus' Blitz Bahn
Maximus' Blitz Bahn (Nederlands: Maximus' flitsbaan) of kortweg Blitz Bahn is een bobkart in het Nederlandse Attractiepark Toverland en werd geopend op 28 maart 2015 in het themagebied Wunder Wald.

## Geschiedenis
De voorganger van Maximus' Blitz Bahn is de bijna identieke bobkart Woudracer, die vanwege hoge onderhoudskosten werd vervangen. Aanvankelijk was een van de plannen om Woudracer te vervangen door een theater. Uiteindelijk kwam Toverland, gezien de hoge populariteit van Woudracer, tot de beslissing om Woudracer volledig te vervangen en te thematiseren. Op 27 oktober 2014 sloot Woudracer haar deuren. In december 2014 werd begonnen met het slopen van de tien jaar oude bobkart om vervolgens een deel van het traject weer op te bouwen. Op 6 februari 2015 bracht Attractiepark Toverland de naam van de attractie naar buiten. De volledige bouw van de attractie werd door Attractiepark Toverland gefilmd. Hiervan werd een driedelige achter-de-schermendocumentaire van gemaakt die via het YouTubekanaal van het park te bekijken was.
Op 28 maart 2015 opende de nieuwe bobkart. Evenals de voorganger van de Blitz Bahn, is dit de enige bobkart in de Benelux. In de eerste week na de opening had de attractie geregeld te maken met technische storingen. De storingen kwamen voort uit een softwarefout.
Halverwege mei 2015 werd er nabij de uitgang een animatronic van een hert, Speedy, opgehangen. Later werd dit hert hernoemd tot Rudi.
In 2020 opende in attractie de Efteling de achtbaan Max & Moritz. Deze attractie werd vanwege de architectuur en de decoratie vergeleken met Maximus' Blitz Bahn.

## Ritverloop
Het station van de attractie bevindt zich in een verdiepte ligging in het indoorgedeelte van het themagebied Wunder Wald. Het outdoorgedeelte van Maximus' Blitz Bahn is overdekt door een houten constructie met dakpannen. Aan het begin van de rit loopt het traject door een tunnel waarin zich lichteffecten bevinden. Halverwege het traject bevindt zich een schuur, ingericht als kippenhok. Tijdens de rit wordt een onride foto gemaakt en wordt er een trajectmeting gedaan. Bezoekers met de snelste tijd kunnen een prijs winnen. Bij de uitgang bevindt zich een winkel waar met name chocolade van Milka verkocht wordt.
De baan is 512 meter lang en heeft een capaciteit van om en bij de 700 personen per uur.
Qua ritverloop zijn er enkele verschillen met voorganger Woudracer:
- Het station is enkele meters naar het noorden verschoven. De locatie waar vroeger het station stond is nu een opstelspoor waar bobkarts opgesteld worden alvorens de rit begint. Hierdoor is de theoretische capaciteit verhoogd.
- De indoor-helix is verwijderd.
- De maximumsnelheid is verhoogd en er is een minimumsnelheid ingesteld. Mede door het laatste is de kans op een spookfile kleiner.

## Thema

### Wachtrij
Maximus' Blitz Bahn is gethematiseerd naar het land Oostenrijk. Het stationsgebouw en de wachtruimte bevinden zich deels in een Oostenrijkse chalet. In de chalet wordt het verhaal achter Maximus' Blitz Bahn verteld. De attractie is de eerste attractie van Toverland waarvan de wachtrij tot in de puntjes gedecoreerd is en een achtergrondverhaal heeft. De chalet bestaat uit meerdere ruimtes. De eerste ruimte is de woonkamer van Maximus Muller. Naast de objecten hangen er familiefoto's aan de muur en wordt er een video afgespeeld. De tweede ruimte is de keuken. Hier bevindt zich een interactief element. Door aan de hendel, laag bij de grond, te pompen wordt een windmolentje op de oven in werking gezet. Achter de keuken bevindt zich een toilet. Ook deze is interactief. Wanneer een bezoekers op het toilet zit en opstaat, is een fluittoon hoorbaar. In de derde ruimte is een levensgrote knikkerbaan te vinden. Net voor het instapstation is een instructievideo te zien, waarop Maximus Muller de veiligheidsinstructies doorneemt.
Bij de entree wordt op een digitaal scherm de actuele wachttijd van de attractie weergeven. Hoewel Toverland sinds 2020 een eigen wachttijdenapp heeft, was het tot 2022 de enige attractie in Toverland waar de actuele wachttijd op deze manier getoond wordt.

### Verhaal
De bobkart is de eerste attractie van Attractiepark Toverland met een achtergrondverhaal. In het verhaal wordt een al bestaande attractie, cakewalk Villa Fiasco, betrokken. De hoofdpersoon van de attractie is Maximus Müller. Naar hem is de attractie vernoemd. Maximus is een uitvinder die tijdens zijn jeugd in Villa Fiasko gewoond heeft. Uiteindelijk moest Maximus het ouderlijk huis verlaten en vertrok naar zijn geboorteland Oostenrijk. In Oostenrijk trok hij zich terug in de Alpen waar hij verschillende uitvindingen heeft gedaan zoals de 'Alpine Bergsteiger', een vervoersmiddel op lange poten waarmee hij door de Alpen kon lopen. De afgelopen periode in Oostenrijk is Maximus bezig geweest met het bouwen van de 'snelste bob ooit'. Echter waren de Alpen niet geschikte plek om hieraan te bouwen. Hierop besloot hij terug te keren naar Toverland om zijn bobsleeën daar te testen. Bezoekers worden uitgenodigd om zijn proefpersonen te zijn en een snelheidsrecord te plaatsen.

### Muziek
Voor de attractie heeft het Duitse bedrijf IMAscore muziek gecomponeerd. Deze muziek is in de wachtrij en tijdens de rit te horen. Alle bobkarts zijn uitgerust met 'onboardspeakers'. Dit fenomeen heeft Attractiepark Toverland al eerder toegepast bij de attracties Dwervelwind en Scorpios.

## Easter Eggs
In en rond de attractie zijn een aantal easter eggs te vinden:
- In de wachtrij liggen in de ruimte ter hoogte vlak voor de instructievideo diverse stukken gereedschap en technische onderdelen. Er liggen onder anderen een gashendel en een groen plakkaat met daarop in zwarte letters het woord bobkart. Dit zijn twee originele bobkartonderdelen van de voormalige attractie Woudracer.
- Het personage Maximus wordt gespeeld door de ontwerper van de attractie.

## Afbeeldingen

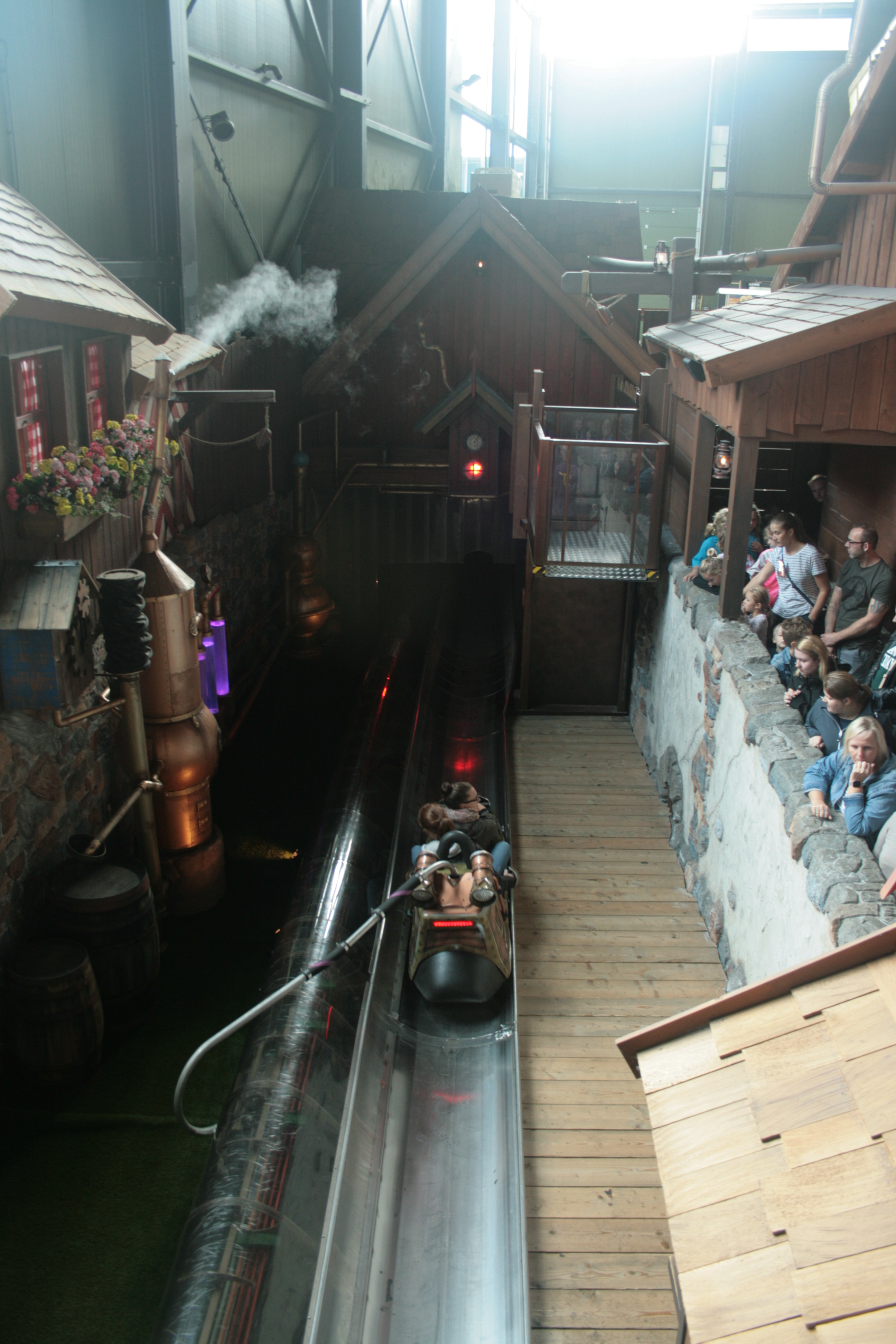
Station van de attractie.
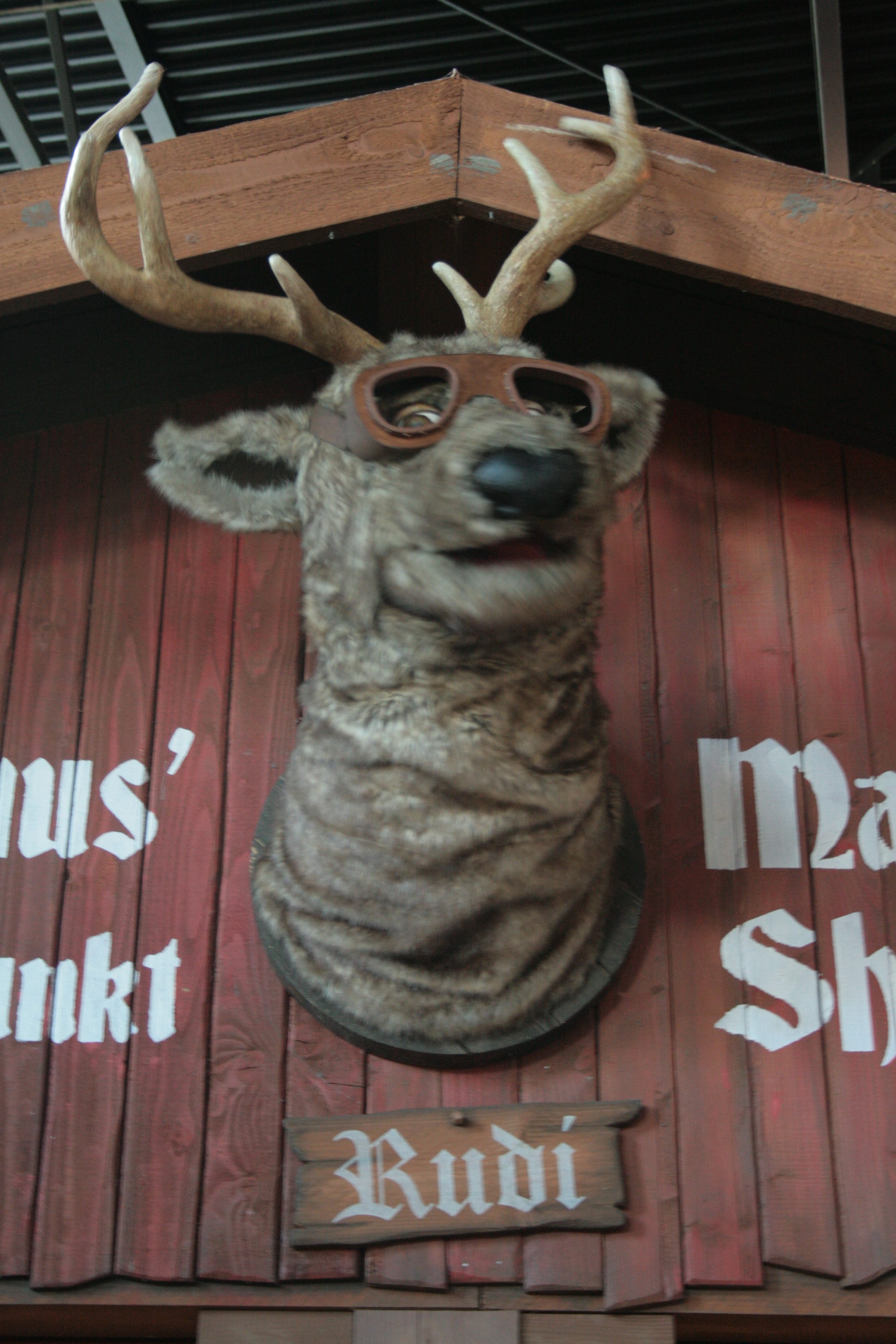
Animatronic van Rudi.
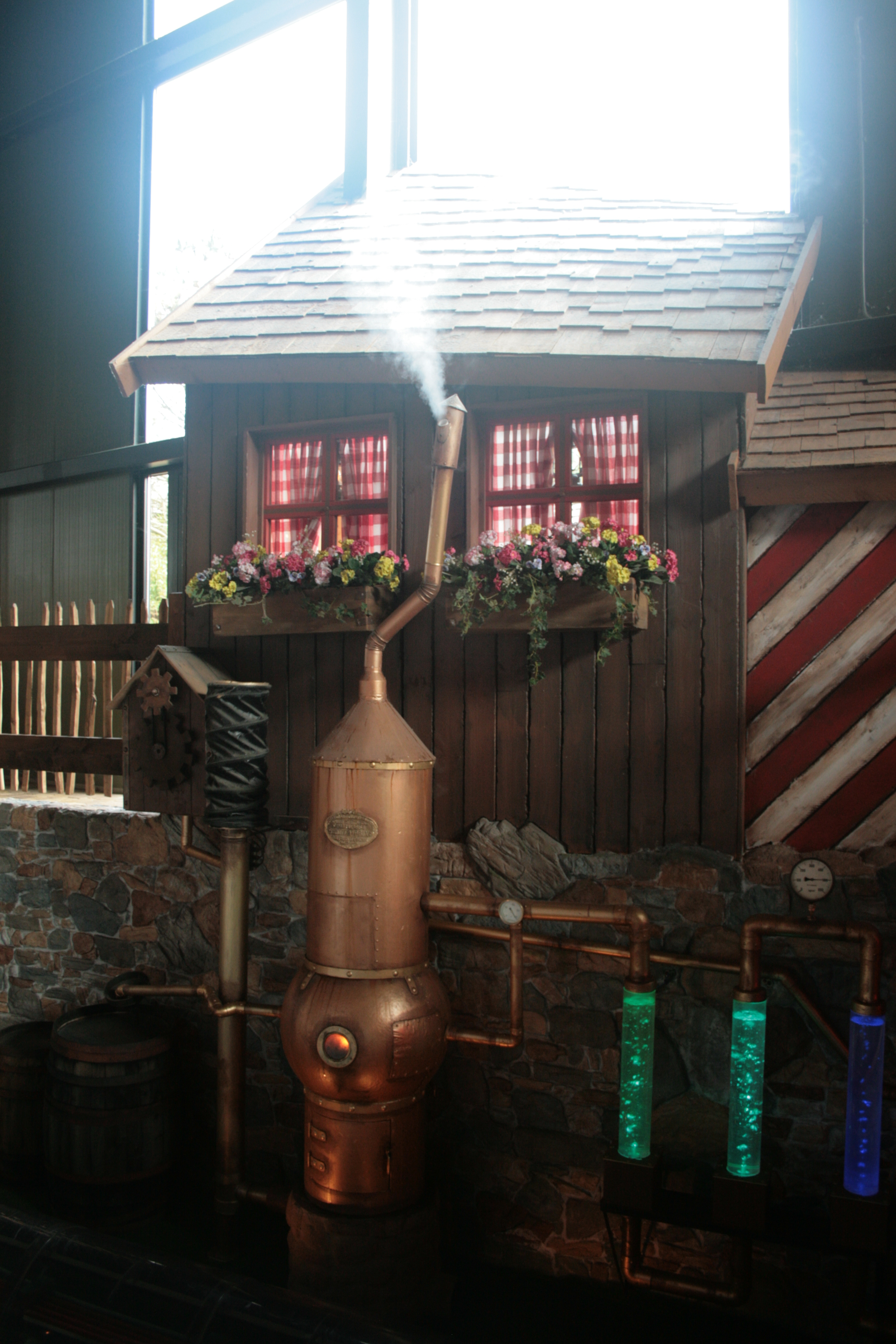
Decoratie in het station.
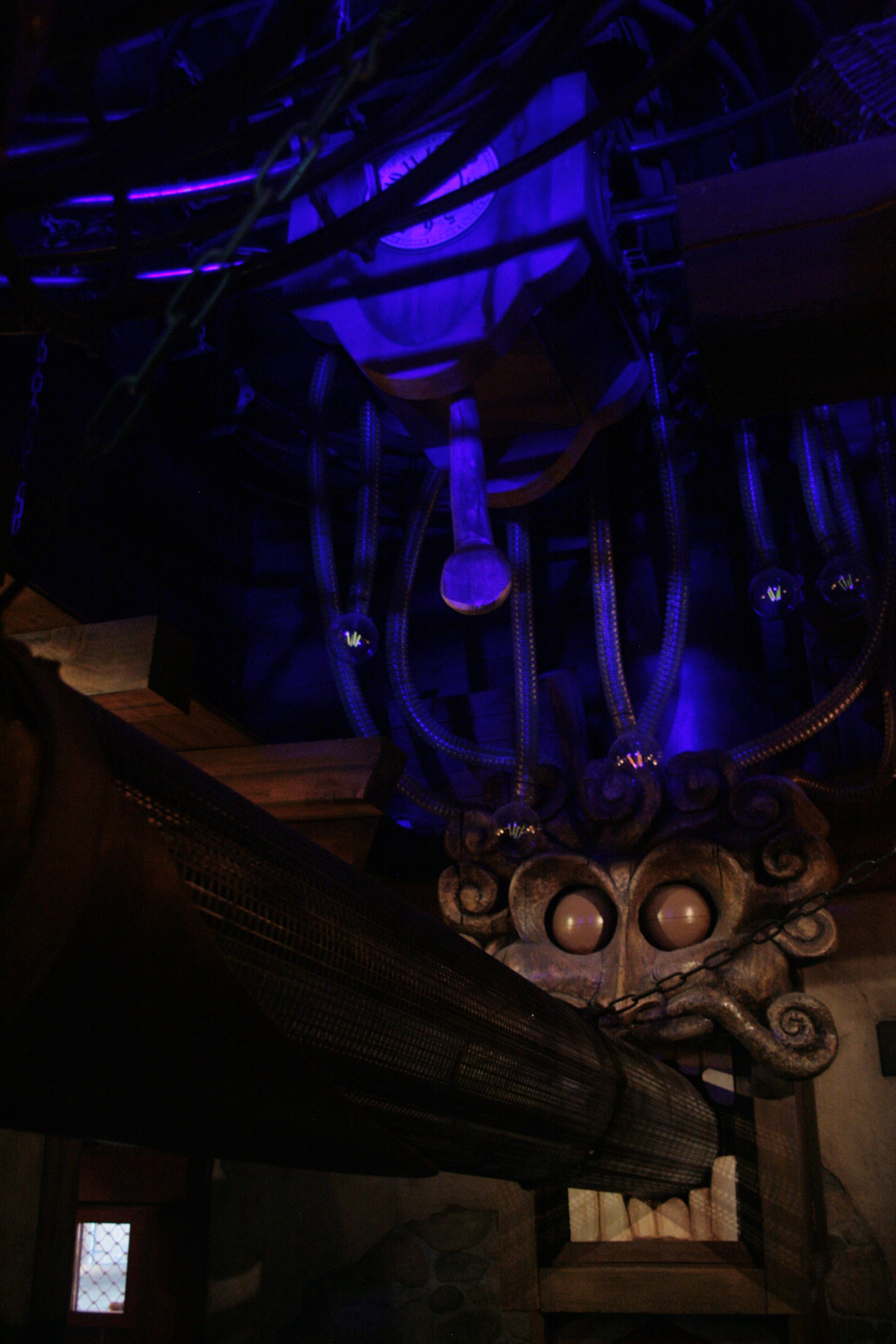
Knikkerbaan in de wachtruimte.
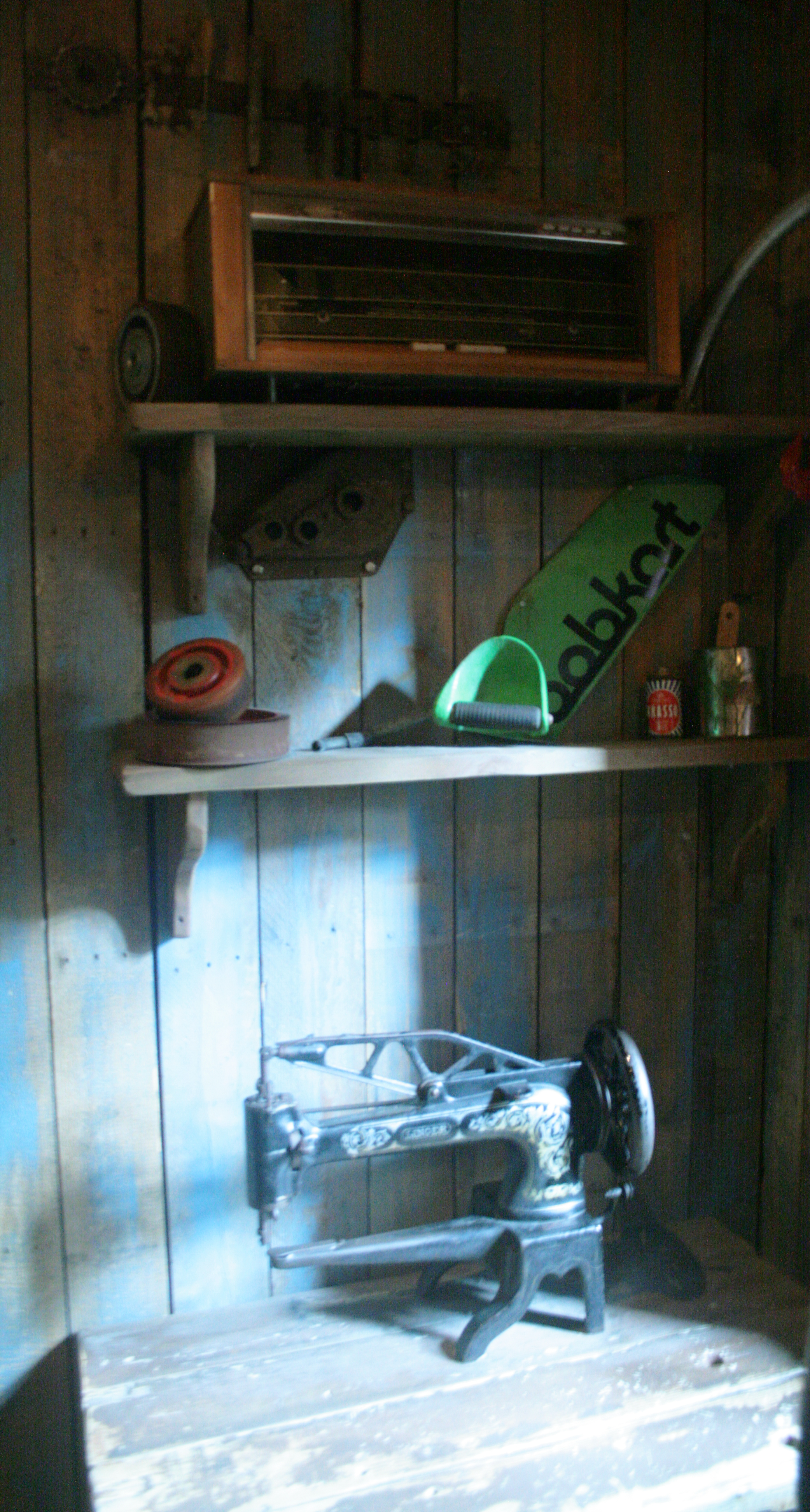
In de wachtrij liggen verwijzingen naar de voorganger van de Blitz Bahn, de bobkart Woudracer.
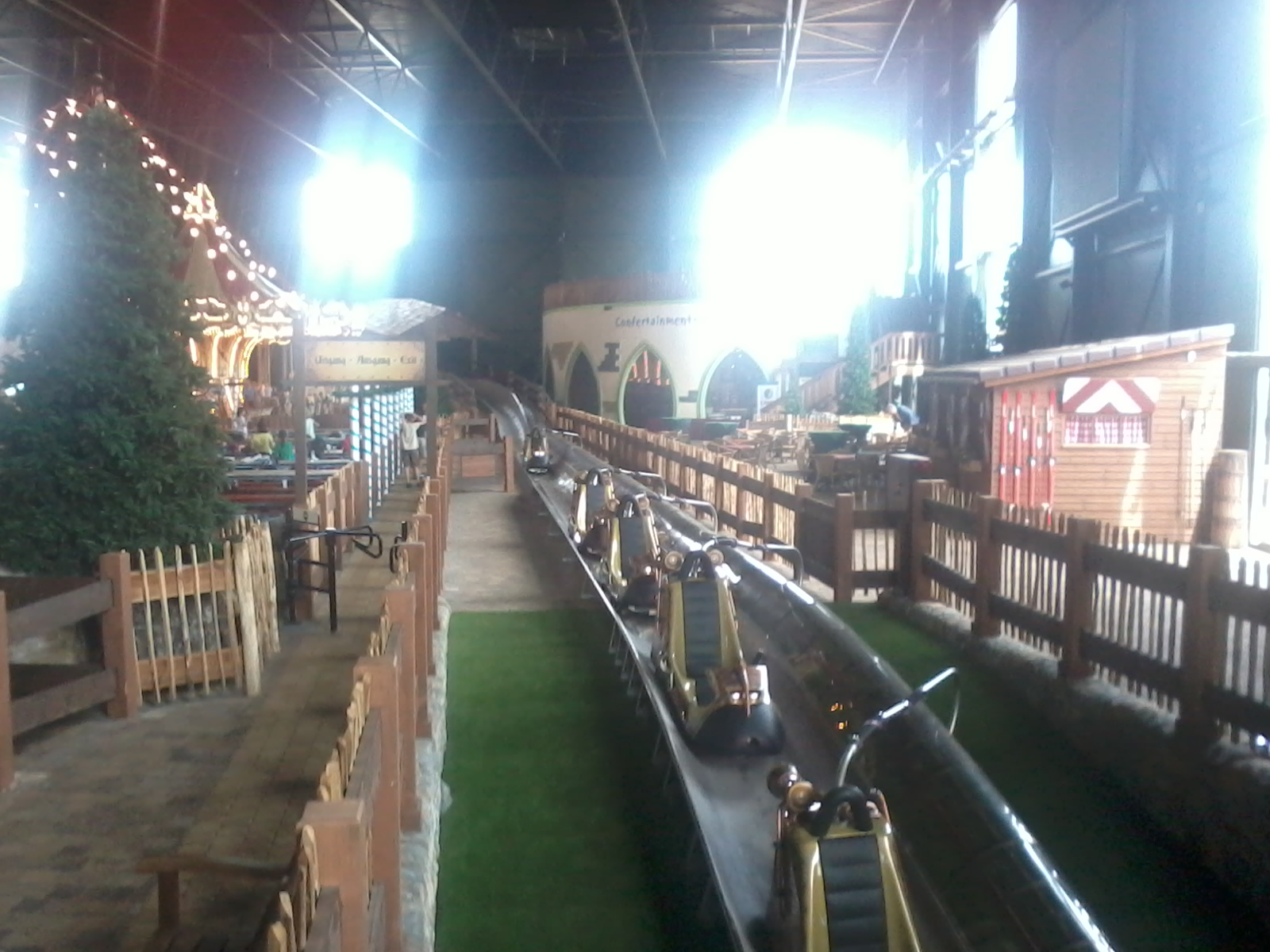
Kijkend naar het uitstapstation.

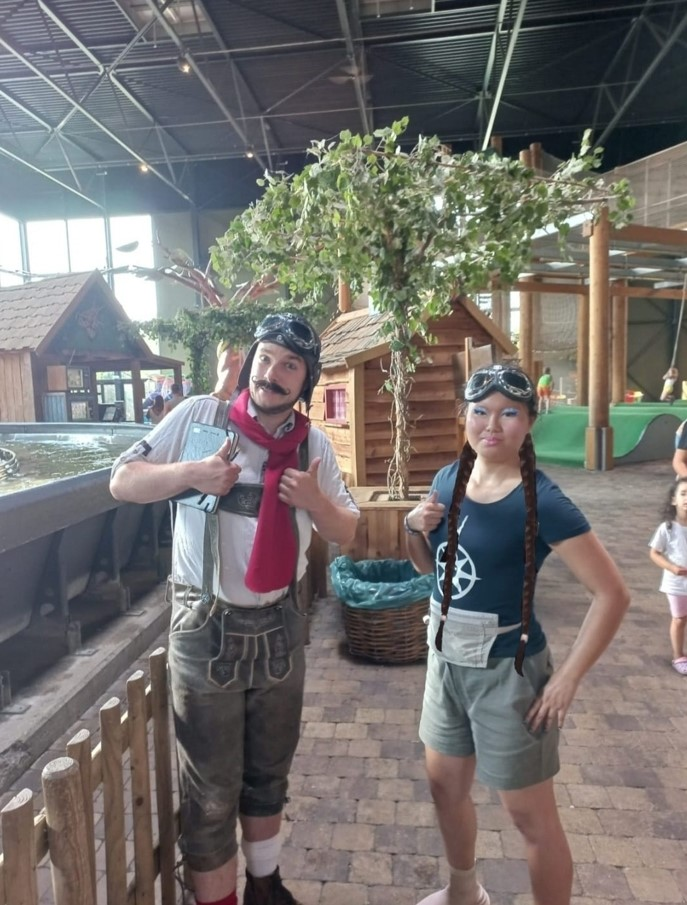
Maximus, de uitvinder van de Blitz bahn samen met Magiegenie

Lijst van attracties in Attractiepark Toverland · Afbeeldingen